# Serge Falck

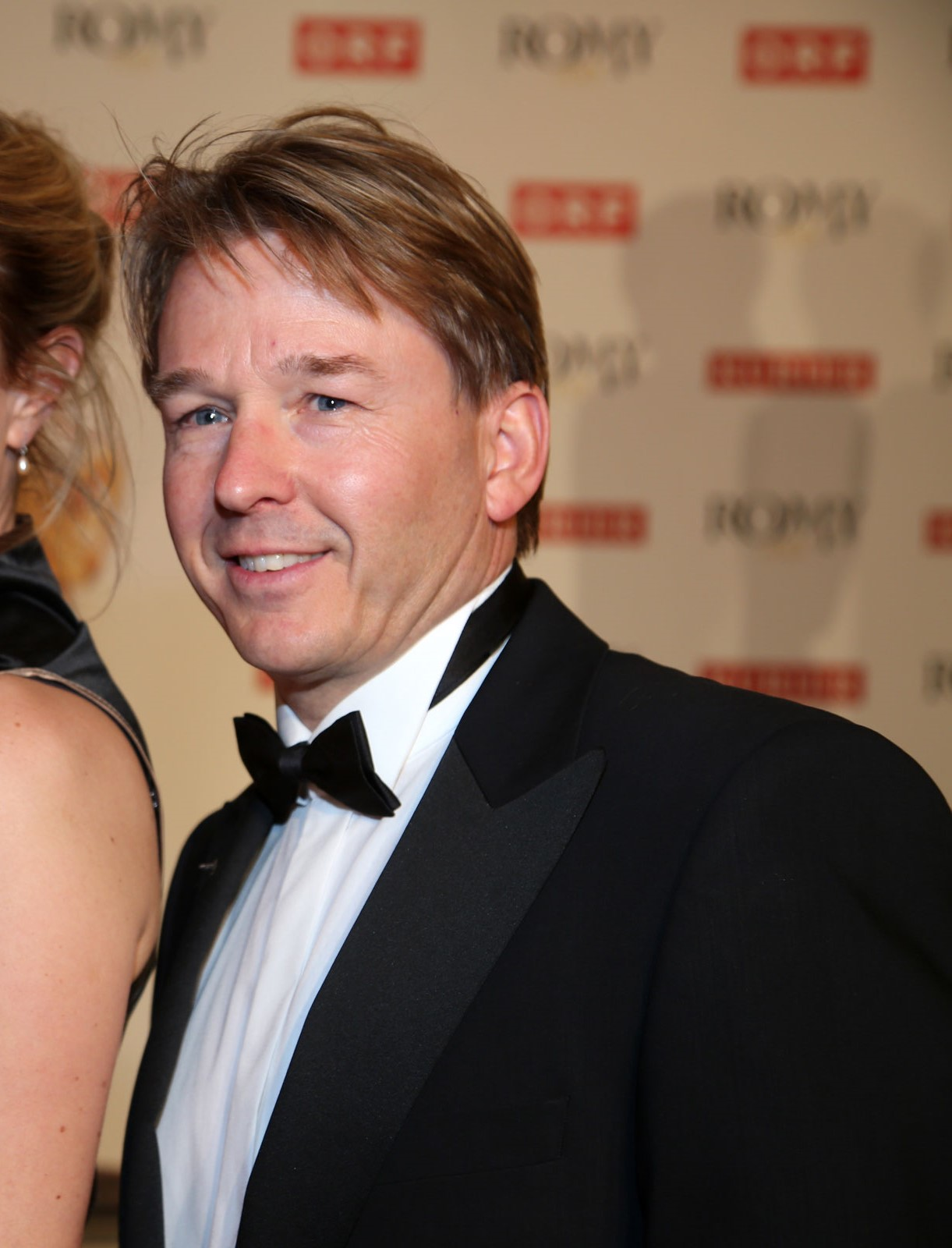
Serge Falck, 2018

Serge Falck (eigentlich Serge Dierickx, * 19. April 1961 in Schoten bei Antwerpen) ist ein belgisch-österreichischer Schauspieler, Kabarettist, Chansonnier und Drehbuchautor.

## Leben
Falck wurde am 19. April 1961 in Schoten bei Antwerpen geboren und besuchte das Jesuitencollege in Antwerpen und in Turnhout (Internat). Im Alter von 19 Jahren zog er nach Österreich zu seiner Tante. Er absolvierte die Schauspielschule am Landestheater Innsbruck. Engagements führten ihn ans Theater in der Josefstadt, Volkstheater Wien, Volkstheater München, Volksoper Wien, Schauspiel Frankfurt.
Einem breiten Fernsehpublikum bekannt wurde er durch die Serien Medicopter 117, Kaisermühlen-Blues und CopStories. Weiter wirkte er in mehreren Filmen unter der Regie von u. a. Karin Brandauer, Wolfgang Murnberger, Unmut Dag, Barbara Eder, Robert Dornhelm, Dominique Othenin-Girard, Jean-Daniel Verhaeghe, Paul Harather, Bernd Fischerauer, Erhard Riedlsperger, Michael Rowitz, Harald Sicheritz und Hannu Salonen mit.
Durch seine belgische Herkunft spricht er vier Sprachen (Niederländisch, Französisch, Englisch und Deutsch). Deswegen war er in mehreren internationalen Produktionen tätig, zum Beispiel 2008 in seiner früheren Heimat Belgien in der Produktion De Smaak van de Keyser, und In vlaamse velden. Regie: Frank van Passel und Jan Mathys. 2012 spielte er eine Gastrolle in Levenslied (Holland, Regie: Pollo de Pimentel) und 2013 in Heer & Meester unter der Regie von Pieter Walther Boer. Zuletzt in 2024 drehte er in Budapest die internationale Produktion "Vienna Game" für Disney+ unter der Regie von Hannu Salonen.
Im Jahr 2000 gründete er die Festspiele Theatersommer Haag, die seitdem ein Fixpunkt im niederösterreichischen Kultursommer sind. Im Jahr 2003 übergab er die Intendanz an Adi Hirschal.
Seit August 2009 besitzt Serge Falck die Doppelstaatsbürgerschaft für Österreich und Belgien.
Im Jahr 2008 nahm Serge Falck an der ersten Staffel der ORF-Fußballshow Das Match teil. Von 2009 bis 2012 war er jeweils im Dezember gemeinsam mit Sigrid Spörk auf Tournee mit dem eigenen Weihnachtskabarett-Programm Heuer schenken wir uns nichts!.
In den letzten Jahren war Serge Falck vermehrt zu sehen in Episodenrollen u. a. in Tatort, Die Rosenheim-Cops, Soko Wien, Schnell ermittelt und Vier Frauen und ein Todesfall. Von 2013 bis 2017 spielt er eine der Hauptrollen in der ORF-Krimiserie CopStories.
Im Oktober 2017 feierte sein erstes Soloprogramm „Am Beckenrand“ Premiere und brachte seine erste CD unter selbigen Titel heraus. Ab 2024 tourt Serge gemeinsam mit Kammersänger Michael Schade und Solopianist Maximilian Kramer mit dem humorvollen Programm "Das gehört sich doch nicht so!"
Sein Bruder, Arno Dierickx, ist Filmregisseur in Holland (u. a. Bloedbroeders, Deadline, Vuurzee, Overspel). Sein Vater, Ludo Dierickx, war ein bekannter belgischer Politiker. Seine Mutter, Eva Maria, (ursprünglich Österreicherin, aber vor allem in Belgien und Holland sehr bekannt) war eine erfolgreiche Sängerin in Belgien.

## Auszeichnungen
Er erhielt 1996 zusammen mit Paul Harather für den Film Autsch!!! die Goldene Romy für das beste Drehbuch.
Er erhielt am 7. März 2023 das goldene Ehrenzeichen für Verdienste um das Bundesland Niederösterreich.

## Filmografie (Auswahl)
- 1985: Der Leihopa (Serie, Folge: Das Rumpelstilzchen)
- 1986: Der Stein des Todes
- 1986: Die liebe Familie
- 1987: Tatort – Der letzte Mord
- 1991–1992: Ein Schloß am Wörthersee – ein reizendes Kerlchen, doppeltes Spiel, Heimkehr zum Wörthersee
- 1992–2000: Kaisermühlen Blues
- 1993: Der Salzbaron
- 1995: Schwurgericht
- 1997–2007: Medicopter 117 – Jedes Leben zählt
- 2002: Forsthaus Falkenau – Standortbestimmung
- 2005–2010: 4 Frauen und ein Todesfall (Serie, 6 Folgen)
- 2008: Das Wunder von Loch Ness
- 2009: Die Lebenslüge
- 2009: Tatort – Kinderwunsch
- 2010: Küsse, Schüsse, Rindsrouladen
- 2010: Das zweite Wunder von Loch Ness
- 2011: Mein bester Feind
- 2012: Tatort – Kein Entkommen
- 2012: Die Rosenheim-Cops – Ein Fall von Hochmut
- 2012: SOKO Wien
- 2012: Schnell ermittelt – Schuld
- 2012: Levenslied – Holland
- 2012: In vlaamse velden – Belgien
- 2012: Paul Kemp – Alles kein Problem
- 2013–2019: CopStories
- 2013: Heer & Meester – Holland
- 2014: Die Bergretter (Serie) – Das fremde Mädchen
- 2016: Tatort – Rebecca
- 2016: Brussel – Holland/Belgien
- 2016: Die Rosenheim-Cops
- 2017: SOKO Donau – Die Entscheidung
- 2018: Küss die Hand, Krüger
- 2020: Dennstein & Schwarz – Rufmord
- 2021: Vienna Blood – Vor der Dunkelheit (Fernsehreihe)
- 2021: Tatort – Verschwörung
- 2022: SOKO Kitzbühel - Durchgedreht
- 2022: Das Netz – Prometheus (Fernsehserie)
- 2023: SOKO Linz – Die Erde braucht uns (Fernsehserie)
- 2023: Letzter Saibling (Fernsehreihe)

- 2024: Vienna Game (Disney+)